# جوزيف يونغ (كرة سلة)
جوزيف يونغ (بالإنجليزية: Joseph Young)‏ مواليد 27 يونيو 1992 في هيوستن، هو لاعب كرة سلة محترف أمريكي سابق بدأ مسيرته الاحترافية في سنة 2015 حيث تم اختياره من قبل فريق إنديانا بايسرز خلال الدرافت، لعب مع فريق إنديانا بايسرز في الرابطة الوطنية لكرة السلة كلاعب هجوم خلفي وحمل الرقم 1. يبلغ طوله 6 قدم 2 بوصة (1.9 م).

## إحصائيات المسيرة

### الموسم الاعتيادي
| السنة   | الفريق         | لعب | بدأ | دقيقة | ميداني% | ثلاثية | حرة  | ارتداد | صنع | استلاب | تصدي | نقطة |
| ------- | -------------- | --- | --- | ----- | ------- | ------ | ---- | ------ | --- | ------ | ---- | ---- |
| 2015–16 | إنديانا بايسرز | 41  | 0   | 9.4   | .367    | .217   | .800 | 1.2    | 1.6 | .4     | .0   | 3.8  |
| المسيرة | المسيرة        | 41  | 0   | 9.4   | .367    | .217   | .800 | 1.2    | 1.6 | .4     | .0   | 3.8  |

### التصفيات
| السنة   | الفريق         | لعب | بدأ | دقيقة | ميداني% | ثلاثية | حرة   | ارتداد | صنع | استلاب | تصدي | نقطة |
| ------- | -------------- | --- | --- | ----- | ------- | ------ | ----- | ------ | --- | ------ | ---- | ---- |
| 2016    | إنديانا بايسرز | 4   | 0   | 2.5   | .375    | .250   | 1.000 | .3     | .3  | .0     | .0   | 2.3  |
| المسيرة | المسيرة        | 4   | 0   | 2.5   | .375    | .250   | 1.000 | .3     | .3  | .0     | .0   | 2.3  |

## روابط خارجية
- جوزيف يونغ على موقع إن بي أي (الإنجليزية)
- جوزيف يونغ على موقع سبورتس رفرنس (الإنجليزية)
- جوزيف يونغ على موقع كرة السلة الأوروبية.كوم (الإنجليزية)
- جوزيف يونغ على موقع إي إس بي إن.كوم (الإنجليزية)
- جوزيف يونغ على موقع كلية كرة السلة في سبورتس رفرنس.كوم (الإنجليزية)
- جوزيف يونغ على موقع ريلجم (الإنجليزية)
- جوزيف يونغ على موقع بروبوليرز (الإنجليزية)
- جوزيف يونغ على موقع سبورتس رفرنس (الإنجليزية)
- جوزيف يونغ على موقع سبورتس رفرنس (الإنجليزية)